# Веселий Гай (Самарівський район)
Весе́лий Гай — село в Україні, у Магдалинівській селищній громаді Самарівського району Дніпропетровської області. Населення за переписом 2001 року становить 106 осіб.

## Географія
Село Веселий Гай розташоване на березі річки Кільчень, вище за течією на відстані 1 км розташовані села Новоіванівка і Калинівка, нижче за течією примикає село Запоріжжя. Поруч проходить автомобільна дорога Т 0410.